# Telmatobius
Telmatobius (Wiegmann, 1834) è un genere di anfibi anuri, unico appartenente della famiglia Telmatobiidae, presenti nei territori delle Ande.

## Tassonomia
Alcuni studi scientifici consideravano suddividevano la famiglia Telmatobiidae  una sottofamiglia di Ceratophryidae, recenti studi invece la classificano come famiglia separata, avente una relazione genetica distante con la famiglia Batrachylidae.
Comprende 63 specie
- Telmatobius arequipensis Vellard, 1955
- Telmatobius atacamensis Gallardo, 1962
- Telmatobius atahualpai Wiens, 1993
- Telmatobius bolivianus Parker, 1940
- Telmatobius brachydactylus (Peters, 1873)
- Telmatobius brevipes Vellard, 1951
- Telmatobius brevirostris Vellard, 1955
- Telmatobius carrillae Morales, 1988
- Telmatobius ceiorum Laurent, 1970
- Telmatobius chusmisensis Formas, Cuevas, and Nuñez, 2006
- Telmatobius cirrhacelis Trueb, 1979
- Telmatobius colanensis Wiens, 1993
- Telmatobius contrerasi Cei, 1977
- Telmatobius culeus (Garman, 1876)
- Telmatobius dankoi Formas, Northland, Capetillo, Nuñez, Cuevas, and Brieva, 1999
- Telmatobius degener Wiens, 1993
- Telmatobius edaphonastes De la Riva, 1995
- Telmatobius espada i De la Riva, 2005
- Telmatobius fronteriensis Benavides, Ortiz, and Formas, 2002
- Telmatobius gigas Vellard, 1969
- Telmatobius halli Noble, 1938
- Telmatobius hauthali Koslowsky, 1895
- Telmatobius hintoni Parker, 1940
- Telmatobius hockingi Salas and Sinsch, 1996
- Telmatobius huayra Lavilla and Ergueta-Sandoval, 1995
- Telmatobius hypselocephalus Lavilla and Laurent, 1989
- Telmatobius ignavus Barbour and Noble, 1920
- Telmatobius intermedius Vellard, 1951
- Telmatobius jelskii (Peters, 1873)
- Telmatobius laevis Philippi, 1902
- Telmatobius laticeps Laurent, 1977
- Telmatobius latirostris Vellard, 1951
- Telmatobius macrostomus (Peters, 1873)
- Telmatobius mantaro Ttito, Landauro, Venegas, De la Riva, and Chaparro, 2016
- Telmatobius marmoratus (Duméril and Bibron, 1841)
- Telmatobius mayoloi Salas and Sinsch, 1996
- Telmatobius mendelsoni De la Riva, Trueb, and Duellman, 2012
- Telmatobius necopinus Wiens, 1993
- Telmatobius niger Barbour and Noble, 1920
- Telmatobius oxycephalus Vellard, 1946
- Telmatobius pefauri Veloso and Trueb, 1976
- Telmatobius peruvianus Wiegmann, 1834
- Telmatobius philippii Cuevas and Formas, 2002
- Telmatobius pinguiculus Lavilla and Laurent, 1989
- Telmatobius pisanoi Laurent, 1977
- Telmatobius platycephalus Lavilla and Laurent, 1989
- Telmatobius punctatus Vellard, 1955
- Telmatobius rimac Schmidt, 1954
- Telmatobius rubigo Barrionuevo and Baldo, 2009
- Telmatobius sanborni Schmidt, 1954
- Telmatobius schreiteri Vellard, 1946
- Telmatobius scrocchii Laurent and Lavilla, 1986
- Telmatobius sibiricus De la Riva and Harvey, 2003
- Telmatobius simonsi Parker, 1940
- Telmatobius stephani Laurent, 1973
- Telmatobius thompsoni Wiens, 1993
- Telmatobius timens De la Riva, Aparicio, and Ríos, 2005
- Telmatobius truebae Wiens, 1993
- Telmatobius vellardi Munsterman and Leviton, 1959
- Telmatobius ventriflavum Catenazzi, Vargas García, and Lehr, 2015
- Telmatobius verrucosus Werner, 1899
- Telmatobius vilamensis Formas, Benavides, and Cuevas, 2003
- Telmatobius yuracare De la Riva, 1994